# Marek Dopierała
Marek Franciszek Dopierała (Bielsko-Biała, 30 de julio de 1960) es un deportista polaco que compitió en piragüismo en la modalidad de aguas tranquilas.
Participó en los Juegos Olímpicos de Seúl 1988, obteniendo dos medallas: plata en la prueba de C2 500 m y bronce en C2 1000 m. Ganó seis medallas en el Campeonato Mundial de Piragüismo entre los años 1985 y 1987.

## Palmarés internacional
| Juegos Olímpicos   | Juegos Olímpicos     | Juegos Olímpicos  | Juegos Olímpicos |
| Año                | Lugar                | Medalla           | Competición      |
| ------------------ | -------------------- | ----------------- | ---------------- |
| 1988               | Seúl (Corea del Sur) | Medalla de plata  | C2 500 m         |
| 1988               | Seúl (Corea del Sur) | Medalla de bronce | C2 1000 m        |
| Campeonato Mundial |                      |                   |                  |
| Año                | Lugar                | Medalla           | Competición      |
| 1985               | Malinas (Bélgica)    | Medalla de plata  | C2 500 m         |
| 1985               | Malinas (Bélgica)    | Medalla de bronce | C2 1000 m        |
| 1986               | Montreal (Canadá)    | Medalla de oro    | C2 10 000 m      |
| 1986               | Montreal (Canadá)    | Medalla de plata  | C2 1000 m        |
| 1987               | Duisburgo (Alemania) | Medalla de oro    | C2 500 m         |
| 1987               | Duisburgo (Alemania) | Medalla de plata  | C2 1000 m        |